# Trachelas uniaculeatus
Trachelas uniaculeatus là một loài nhện trong họ Trachelidae.
Loài này thuộc chi Trachelas. Trachelas uniaculeatus được Joachim Schmidt miêu tả năm 1956.